# 龍岡晋
龍岡 晋（たつおか しん、1904年12月16日 - 1983年10月15日）は、日本の俳優、演出家、俳人、文学座代表取締役社長であった。別表記に竜岡 晋。本名は岩岡 龍治（いわおか たつじ、別表記に岩岡 竜治）。元日本新劇製作者協会会長。

## 来歴・人物
1904年東京・日本橋生まれ、中央商業学校卒業。
1932年に劇団築地座に入団。『カールトアンナ』の兵士役が初舞台。1934年6月、築地座を脱退し劇団創作座の創設に参加。1937年、文学座の創設に参加し、1950年に文学座が株式会社化した際に社長となり、劇団の経営も行った。また、久保田万太郎作品を発掘して『蛍』『雨空』などの久保田の戯曲を演出したり、1978年に演劇集団「円」を中心とした久保田万太郎勉強会を結成するなど久保田作品の継承も行った。俳優としては渋く堅実な演技で名脇役として活躍し、舞台、映画、テレビなどに出演した。
久保田万太郎門下の俳人としても知られ、俳誌「春燈」に参加した。久保田とは深い師弟関係だったという。
1983年10月15日、心不全により死去。享年78。

## 出演

### 映画
- 母の地図（1942年、東宝） - 課長
- 浦島太郎の後裔（1946年、東宝） - 黒原
- 善魔（1951年、松竹） - 編集局長
- 自由学校（1951年、松竹） - 菱刈
- 若い季節（1951年、松竹） - 矢野大陸
- 愛と憎しみの彼方へ（1951年、東宝） - 飯場の親分
- 海賊船（1951年、東宝） - 山本部長
- 結婚行進曲（1951年、東宝） - 綿貫氏
- この春初恋あり（1952年、松竹） - 三田村恭介
- 風ふたたび（1952年、東宝） - 叔父
- 夫婦（1953年、東宝） - 課長
- にごりえ（1953年、文学座映画） - 山村嘉兵衛
- 戦艦大和（1953年、新東宝） - 総合艦隊司令部参謀
- 嵐の青春（1954年、新東宝） - 父泰輔
- ジャンケン娘（1955年、東宝） - 須村
- 心に花の咲く日まで（1955年、文学座） - 向坂先生
- 流れる（1956年、東宝） - 村松
- 太陽とバラ（1956年、松竹） - 桜井
- 女の足あと（1956年、松竹） - 工場主
- 大安吉日（1957年、東宝） - 数田
- その夜のひめごと（1957年、東宝） - 小林
- 夜の蝶（1957年、大映）
- 怪談（1965年、東宝） - 平教盛[8]
- けものみち（1965年、東宝） - 熊谷四郎
- おはなはん（1966年、松竹） - 速水隆平
- 若親分あばれ飛車（1966年、大映） - 田所徳三郎
- 東宝8.15シリーズ（東宝）
  - 日本のいちばん長い日（1967年） - 石渡宮内相
  - 日本海大海戦（1969年） - 井上馨[9]
- 乱れ雲（1967年、東宝） - 宏の父
- 戦争と人間 第一部/第二部（1970年/1971年、日活） - 趙大福
- この青春（1971年） - 久留米
- 闇の中の魑魅魍魎（1971年、中平プロ） - 若林老人
- 化石の森（1973年、東宝） - どてらの男

### テレビドラマ
- 東芝日曜劇場（TBS）
  - 第15話「釣堀にて」（1957年）
  - 第257話「ある休暇」（1961年）
- 文学座アワー 灯台（1958年、NTV）
- NECサンデー劇場 盆の月（1961年、NET）
- 文芸劇場（NHK）
  - 第6話「落ちた烏帽子」（1961年）
  - 第8話「霧の夜の物語」（1961年）
- シャープ火曜劇場 第44話「愛情」（1962年、CX）
- ミステリーベスト21 銀の河（1962年、NET）
- 黒の組曲 第33話「紐」（1962年、NHK） - 青木良作
- 剣 第27話「首斬り浅右衛門」（1967年、NTV）
- NHK劇場 時計（1968年、NHK）
- 木下恵介アワー（TBS）
  - 記念樹（1966年） - 秋山良平
  - 兄弟（1969年） - 社長
- 鬼平犯科帳 第1シリーズ 第56話「金太郎そば」（1970年、NET / 東宝） - 金屋伊右衛門
- 木曽街道いそぎ旅 第17話「神流川の夜明け」（1973年、CX） - 内藤の政五郎

### ラジオドラマ
- 日本沈没（1973年 - 1974年、ニッポン放送） - 渡老人

## 著書
- 『龍岡晋句抄』（春燈社〈春燈叢書第8輯〉、1959年）
- 『龍岡晋集』（俳人協会〈自註現代俳句シリーズ〉、1978年）
- 『龍岡晋句抄 続』（春燈社〈春燈叢書第82輯〉、1984年）
- 『切山椒・久保田万太郎作品用語解』（慶応義塾三田文学ライブラリー、1986年）